# Karl Lüönd
Karl Lüönd (* 12. Mai 1945 in Flüelen) ist ein Schweizer Journalist, Publizist und Autor.

## Leben
Karl Lüönd begann als freier Mitarbeiter und Innerschweizer Korrespondent für grosse Schweizer Tageszeitungen. Ab 1974 war er Mitglied der Chefredaktion des Blicks, unter anderem als stellvertretender Chefredaktor. Nach zwei Jahren Chefredaktion des Züri Leu gründete er 1982 die Züri-Woche, die er siebzehn Jahre leitete und deren Verleger er zeitweise war. 1986 initiierte er zusammen mit dem Verleger Beat Curti die Gratiszeitung Neues Sonntagsblatt, deren erster Chefredaktor er war. 
Seit 1998 ist Lüönd Freiberufler. Von 1998 bis 2005 war er Leiter des Medieninstituts des Verbandes Schweizer Presse. Er ist Gründer des Magazins Jagd & Natur, dessen Chefredaktor er von 1998 bis 2012 war.
Lüönd verfasste über dreissig Sachbücher und Unternehmensbiografien. Er engagiert sich in der Aus- und Weiterbildung von Journalisten.

## Preise
- 2007: Zürcher Journalistenpreis, für sein Gesamtwerk.

## Werke
- Trommeln, Träume, Traditionen. Die Luzerner Fasnacht in Wort und Bild. Harlekin, Luzern 1972
- Spionage und Landesverrat in der Schweiz. 2 Bände. Ringier, Zürich 1977, ISBN 3-85859-061-4 und ISBN 3-85859-062-2
- Schweizer Soldaten im Einsatz. Die großen Manöver und Defilees der Schweizer Armee. Ringier, Zürich 1978, ISBN 3-85859-094-0
- Schweizer in Amerika. Karrieren und Mißerfolge in der Neuen Welt. Walter, Olten 1979, ISBN 3-530-53900-7
- Blick zurück. 20 Jahre Welt- und Schweizergeschichte im Spiegel einer aktuellen Zeitung. Ringier, Zürich 1979, ISBN 3-85859-132-1
- Wehrhafte Schweiz. Die Truppengattungen unserer Armee. Ringier, Zürich 1979, ISBN 3-85859-123-8
- Unser Gotthard. Ringier, Zürich 1980, ISBN 3-85859-137-8
- Joseph Voegeli: Ein Leben für zwei Räder. Die Geschichte des erfolgreichsten Sportmanagers der Schweiz (mit Sepp Renggli). Züri-Woche, Glattbrugg 1992, ISBN 3-9520302-0-1
- Herbert Leupin. Plakate, Bilder, Graphiken. Reinhardt, Basel 1995, ISBN 3-7245-0883-2
- Neugierig auf morgen. 125 Jahre «Zürich». Geschichte und Vision eines Weltkonzerns. NZZ, Zürich 1998, ISBN 3-85823-691-8
- Gottlieb Duttweiler (1888–1962). Eine Idee mit Zukunft. Verein für Wirtschaftshistorische Studien, Meilen 2000, ISBN 3-909059-20-1
- Für Kind und Familie. Der Weg des Kinderspitals Zürich ins 21. Jahrhundert. Rio, Zürich 2004, ISBN 3-907768-49-3
- Weltwärts. Kuoni: Die Zukunft des Reisens. Seit 1906. AT, Baden 2006, ISBN 3-03800-250-X
- Verleger sein. Öffentliches Nachdenken über Menschen, Medien und Märkte. Huber, Frauenfeld 2007, ISBN 978-3-7193-1448-4
- Rohstoff Wissen. Geschichte und Gegenwart der Schweizer Pharmaindustrie im Zeitraffer. NZZ, Zürich 2008, ISBN 978-3-03823-483-8
- 1835–2008. Ringier bei den Leuten. Die bewegte Geschichte eines ungewöhnlichen Familienunternehmens. NZZ, Zürich 2008, ISBN 978-3-03823-400-5.
- Gelebtes Unternehmertum. Verarbeitende Fördertechnik. Der Beitrag von Walter Reist an die moderne Medienindustrie. NZZ, Zürich 2010, ISBN 978-3-03823-352-7.
- Die Macht und die Ehrlichkeit. Kolumnen aus dem Medienzirkus. Rüegger, Zürich 2010, ISBN 978-3-7253-0947-4.
- Erfolg als Auftrag. Ems-Chemie: Die Geschichte eines unmöglichen Unternehmens. Stämpfli, Bern 2011, ISBN 978-3-7272-1311-3.
- Conzzeta: Loslassen und Anpacken. NZZ Libro Verlag, Zürich 2012, ISBN 978-3-03823-746-4.
- mit Robert K. Heuberger: Nicht wie der Wind weht ... Lebensbericht eines Unternehmers. NZZ Libro, Zürich 2013, ISBN 978-3-03823-834-8.
- Der Unerbittliche. Karl Schweri (1917–2001), Kämpfer für faire Preise. NZZ Libro, Zürich 2017, ISBN 978-3-03810-251-9.
- Der Türken-Müller. Ein Luzerner und die Orientbahn. (Reihe Schweizer Pioniere der Wirtschaft und Technik.) Verein für wirtschaftshistorische Studien, Zürich 2018, ISBN 978-3-909059-73-7.[3]
- Versuch, Erfolg, Irrtum. Telekommunikationsindustrie von Hasler zu Ascom. Verein für wirtschaftshistorische Studien, Zürich 2020, ISBN 978-3-909059-79-9.
- Selbstbestimmt bis zuletzt. Sterbehilfe in der Schweiz. Vom Tabu zum Modell für Europa. NZZ Libro, Zürich 2022, ISBN 978-3-907291-46-7.